# Kout na Šumavě
Kout na Šumavě település Csehországban, a Domažlicei járásban. Kout na Šumavě Zahořany, Kdyně, Spáňov és Mrákov településekkel határos. Lakosainak száma 1101 fő (2024. január 1.).

## Népesség
A település lakosságának változását az alábbi diagram mutatja:
| Lakosok száma | 1231 | 1279 | 1447 | 1143 | 1119 | 1120 | 1132 | 1135 | 1049 | 1101 |
|               | 1869 | 1900 | 1921 | 1961 | 1980 | 2011 | 2016 | 2019 | 2021 | 2024 |